# Antoine Coysevox
Charles Antoine Coysevox, francoski kipar in graver, * 29. september 1640, Lyon, † 10. oktober 1720, Pariz.